# Castillo de Bendinat
El castillo de Bendinat es un edificio histórico situado en la localidad homónima del municipio de Calviá, en Mallorca (Islas Baleares, España). Fue construido en el siglo XIX por el V Marqués de la Romana, Pedro Caro y Álvarez de Toledo, siguiendo el estilo neogótico de los castillos centroeuropeos. Está situado entre la localidad de Bendinat y la Sierra de Na Burguesa. Su construcción se llevó a cabo sobre las casas de una vieja alquería islámica que había sido propiedad de una familia mallorquina de nombre Burgues d'Ençà, del siglo XV, que luego  heredó el marqués de la romana, ya en el siglo XIX. Se encuentra rodeado por un bosque de pino carrasco (pinus halepensis), pino piñonero (pinus pinea), además de ejemplares de pistacia y de ceratonia siliqua, conocido coloquialmente como algarrobo.

## Historia
Cuenta la leyenda que, el rey Jaime I acampó en esta zona con su ejército para pasar la noche después de una cruenta batalla en su campaña de conquista de la isla contra los musulmanes que la habitaban. Entre sus terrenos se encuentra un aljibe y restos de un acueducto, ambos catalogados como bienes etnológicos.
En 1999 se llevó a cabo una subasta de enseres pertenecientes al castillo, sin precedentes en España, con récord de ventas, llegando a vender muebles datados entre los siglos XVII y XX por más de cuatrocientos millones de pesetas. Asimismo, durante esta subasta, se vendió también una de las colecciones de arte privadas más importantes de Mallorca, consistente en una colección de alrededor de 240 piezas pictóricas de temática variada que, se había ido formando a través de los patrimonios de las distintas familias que lo heredaban. Entre muchos de los enseres subastados se encuentra un plato de porcelana francés, del siglo XVIII, ahora en el Museo Nacional de Artes Decorativas, en Madrid.
Una de sus propietarias, Joana-Adelaida Dameto i de Verí, condesa de perelada, tenía una habitación destinada al ocio del juego de billar que había comprado, junto a sus accesorios, por 8 000 reales de vellón, en 1881. Fallecida súbitamente la condesa en circunstancias no aclaradas, tras un sonoro pleito, sus títulos pasaron a su primo, Juan Miguel de Sureda, Marqués de Vivot, y a sus descendientes y herederos: los Fortuny en 1912 y los Montaner en 1973, y el patrimonio al sobrino de su marido, Ferran Truyols i Despuig, marqués de la Torre, y a sus descendientes, todos de Mallorca.
En 2008, Carlos Delgado Truyols, quien también fue alcalde de Calviá, vendió, junto a otros herederos de su familia el castillo y las tierras colindantes, formadas por 700 hectáreas, a una fundación llamada Astroc, la cual lo convirtió en un museo.

## Etimología
Respecto al topónimo "Bendinat" existen dos teorías con fundamento. La primera es que procede de un nombre árabe que sería como Ibn-Dinat, que significa "hijo de Dinat", y que derivó a Bendinat. La segunda supone la adaptación del topónimo árabe Bendinex, una antigua alquería islámica documentada en el siglo XIII con dicho nombre y que podría traducirse como "hijo del imberbe"; la partícula "ben", como "bini" nos indicaría una alquería de tipo familiar, como otras encontradas en la isla: Biniaraix, Binisalem o la finca pública de Binifaldó. Por otro lado, hay una tradición familiar y popular que dice que el topónimo se debe a que cuando el Rey Jaime I acampó con sus tropas en esta sierra antes de alcanzar la capital de la isla para asediarla, cenó unas sopas con ajo y al terminar, dijo, en catalán be hem dinat, que significa bien hemos comido.

## Heráldica
En el centro de la fachada posterior se encuentra el blasón de la familia Truyols (condes de Montenegro) que fueron los que la adquirieron cuando el Marqués de la Romana la vendió en 1880. Está formado por las armas de la familia representadas por un molino de sangre, conocido en catalán como trull, con una viga en la parte superior y coronado por un yelmo. A su Alrededor tiene una guirnalda formada por elementos vegetales.